# عبدالکریم صدریه
عبدالکریم صدریه نماینده شاهرود در دوره چهاردهم مجلس شورای ملی بود.
صدریه را انارکی‌های شاهرود در انتخابات این حوزه که در تیر و امرداد ۱۳۲۲ برگزار شد اما به سبب اختلاف میان انارکی‌های مهاجر به شاهرود و شاهرودی‌ها که در آن سال‌ها همیشه در جریان بود، این انتخابات با مشکل مواجه شد. فرماندار شاهرود به نفع یکی از نامزدها اعمال نظر کرد که باعث اعتراض شد و وزارت کشور بازرس ویژه‌ای به شاهرود فرستاد که باعث برکناری و منتظر خدمت شدن فرماندار شد. فرماندار تازه که به شاهرود رفت نیز ناچار شد دو بار برای شمارش آراء انجمن نظارت تشکیل دهد که در نهایت، در بیستم دی انجمن تشکیل شد و در شمارش آراء، عبدالکریم صدریه با ۵۶۲۳ رآی از مجموع ۱۰۱۷۰ رأی که به صندوق ریخته شده بود، برنده انتخابات اعلام شد.
با این حال شکایات زیادی از انتخابات به مجلس رفت و حسن مخبر فرهمند نماینده همدان به اعتبارنامه صدریه اعتراض کرد. سرانجام مجلس به اعتبارنامه او رأی موافق داد.